# Брамки
Брамки (пол. Bramki) — село в Польщі, у гміні Блоне Варшавського-Західного повіту Мазовецького воєводства.
Населення — 1093 особи (2011).

## Демографія
Демографічна структура станом на 31 березня 2011 року:
|          | Загалом | Допрацездатний вік | Працездатний вік | Постпрацездатний вік |
| -------- | ------- | ------------------ | ---------------- | -------------------- |
| Чоловіки | 500     | 105                | 348              | 47                   |
| Жінки    | 593     | 94                 | 350              | 149                  |
| Разом    | 1093    | 199                | 698              | 196                  |